# Agapanthia kirbyi
Agapanthia kirbyi ist ein in Südeuropa verbreiteter Käfer aus der Familie der Bockkäfer und der Unterfamilie der Weberböcke (Lamiinae).  In Europa ist die Gattung Agapanthia mit 32 Arten vertreten, die sich teilweise sehr ähnlich sehen. Weltweit werden bei GBIF etwa 80 Arten der Gattung gelistet.

## Bemerkungen zum Namen
Der Käfer wird 1817 erstmals durch Gyllenhaal im Anhang zu Schönherrs Zusammenstellung der Synonyme von Insekten als Saperda Kirbyi beschrieben. Wie Gyllenhaal selbst erwähnt, ist er zu Ehren des englischen Entomologen und Priesters William Kirby benannt.
Die Gattung  Agapanthia (von altgr. αγαπάω agapáo, ich liebe und άνθος ánthos, Blüte) wird 1835 von Serville aufgestellt.
Agapanthia zawadsky Fairmaire 1866 (nach  Professor Alexander Zawadsky in Lemberg benannt) und Agapanthia latipennis Mulsant 1862 (wegen des breiten Aedeagus) werden als Synonyme geführt.

## Eigenschaften des Käfers
| |                  |
| Abb. 1: Seite und Unterseite                                                                                     | Abb. 2: von vorn |
| |                  |
| Abb. 3: Fühlerausschnitt, 1,2,3 Nummer des Fühlerglieds                                                          |                  |
| |                  |
| Abb. 4: Hintertarsus; T: Schiene, 1,2: 1. 2. Tarsenglied, K: Klauenglied, grün: Länge des 1. und 2. Tarsenglieds |                  |
| |                  |
| Abb. 5: Klauenglied des Hintertarsus von unten                                                                   |                  |

Der vierzehn bis achtzehn Millimeter große Käfer ist durch Farbe und Behaarung der Fühler und der Flügeldecken, vor allem aber durch den Bau der Klauen von ähnlichen Arten der Gattung Agapanthia zu unterscheiden, so dass für ihn in einer Veröffentlichung sogar eine eigene Gattung mit dem Namen Synthapsia vorgeschlagen wird. Diese Aufteilung der Gattung ist jedoch nicht unwidersprochen, weil sie den in der Taxonomie so wichtigen Bau der Sexualorgane unbeachtet lässt und auch keine Analysen des genetischen Materials berücksichtigt.
Der Kopf ist senkrecht zur Körperachse nach unten geneigt (Abb. 1 oben) und abgeplattet. Die Augen umfassen die Fühlereinlenkung von hinten, wobei der Großteil der Augen unter den Fühlern liegt, ein kleinerer Teil deckt über den Fühlern etwa die Hälfte der Einlenkung ab (in Abb. 2 oben bei voller Vergrößerung sichtbar). Die in beiden Geschlechtern über körperlangen zwölfgliedrigen Fühler (Abb. 3 zeigt die ersten drei Glieder) sind goldgelb und schwarz geringelt. Das erste Fühlerglied ist dick und lang, schwarz mit ausschließlich schwarzer Behaarung (im Unterschied zu Agapanthia asphodeli). Das zweite Fühlerglied ist klein, ringförmig, schwarz und ebenfalls nur unauffällig schwarz behaart. Die folgenden Glieder sind alle an der Basis und zur größeren Hälfte braun und kurz anliegend hell behaart, am Ende sind sie schwarz und schwarz behaart. Am vierten und besonders am dritten Glied bilden die schwarzen Haare am Fühlergliedende einen Büschel längerer Haare, außerdem sind im unteren Fühlerbereich wenige schwarze, lang abstehende Wimperhaare ausgebildet. Die Oberlippe ist am Vorderrand deutlich konvex gerundet. Die Oberkiefer sind stark zugespitzt. Die Kiefertaster sind viergliedrig, die Lippentaster dreigliedrig.
Der Halsschild wenig breiter als lang und hinter der Mitte am breitesten. Er ist wie Kopf und Flügeldecken schwarz, trägt aber einen Mittelstreifen mit gelben langen Haaren, der sich auf dem Kopf fortsetzt. Außerdem verlaufen an den Seiten des Halsschilds zwei breite gelbe Haarstreifen. Zwischen diesen Binden ist der Halsschild nur spärlich abstehend schwarz behaart.
Das Schildchen ist annähernd quer elliptisch und dicht gelb behaart.
Die Flügeldecken sind gleichmäßig (nicht fleckig ungleich dicht) relativ dicht mit liegenden gelbbraunen Haaren und weniger dicht mit abstehenden schwarzen Haaren bewachsen. Es ist kein heller Haarstreifen entlang der Flügeldeckennaht ausgebildet.
Die Unterseite und die Beine sind dicht gelbbraun behaart. Die Beine sind relativ kurz und kräftig.
Das erste Tarsenglied der Hinterbeine (Abb. 4 1) ist verglichen mit ähnlichen Arten relativ kurz, zusammen mit dem zweiten Tarsenglied ist es nicht so lang wie das Krallenglied (einschließlich Krallen, Abb. 4 K). Bei allen Beinen ist das Klauenglied schlank und die Krallen sind nicht kurz und stark gekrümmt, sondern lang und nur an der Basis stärker gekrümmt (Abb. 5). Die Unterseite der Krallen ist durch eine Randkante von ihren Seiten abgesetzt (Abb. 5).

## Biologie
Die Käfer entwickeln sich ausschließlich in Königskerzen, die auch von den adulten Tieren als Nahrungsquelle benutzt werden. Dabei fressen sie rundliche, ausgefranste Löcher in die Blattspreite (Taxobild). Die Entwicklung dauert ein Jahr. Die Käfer findet man im Juni und Juli.

## Verbreitung
Der Käfer ist in ganz Südeuropa (von Portugal ostwärts) vorhanden. Nach Osten setzt sich das Verbreitungsgebiet mit Einzelfunden bis in ans Kaspische Meer fort.